# 七瀬あゆみ
七瀬 あゆみ（ななせ あゆみ、1977年8月2日 - ）は、日本のAV女優。身長、151cm。スリーサイズはB87、W55、H85。

## 略歴
神奈川県出身。1996年、『若草の秘密』でAVデビュー。

## 出演作品
- 若草の秘密（1996年12月22日 宇宙企画）
- 女子校生18歳の淫行（1997年2月16日 宇宙企画）
- ぷりぷりプリティー（1997年6月27日 アリスJAPAN）[1]
- マジ彼バナナ（1997年7月18日 アリスJAPAN）[1]
- おしめり手帖8（1997年7月31日 宇宙企画）他多数
- 女尻（1997年8月22日 アリスJAPAN）[1]
- 制服人形（コスプレドール）（1997年9月19日 アリスJAPAN）[1]
- 宇宙企画97DELUXE（1997年10月5日、宇宙企画）他出演:小沢まどか、井上詩織、小野今日子、山崎りか
- 逆ソープ天国（1997年10月24日 バビロン）[1]
- LINGERIE DOLLS vol.5（1998年1月25日 宇宙企画）共演:瞳リョウ、持田薫
- 巨乳エレベーター2（1998年1月27日 ミス・クリスティーヌ）
- 巨乳女子校生 こちらSEX捜査本部（1998年3月27日 エイトマン)）共演:若菜瀬奈、有賀美穂
- はみだし女教師 デカ乳系（1998年4月27日、エイトマン）共演:瞳リョウ、若菜瀬奈、有賀美穂、坂井真理絵
- 女学生の園5（1998年5月31日　宇宙企画）
- 制服ラヴァーズ (5)（1998年6月26日、セクシア）
- スーパーエロくすぐり8連発!! 3（1998年6月26日、エイトマン）他出演:瞳リョウ、有賀美穂、美里まり、浅倉舞、若菜瀬奈、三咲まお、麻宮淳子
- 逆ソープ天国貸切スペシャル2（1998年12月11日、アリスJAPAN）他出演:若菜瀬奈、望月ねね、瞳リョウ、小室友里[1]

- 逆ソープ天国スペシャルエレクト（1999年4月23日、アリスJAPAN）他出演:若菜瀬奈、望月ねね、小室友里、瞳リョウ
- 女尻クライマックス（1999年5月21日、アリスJAPAN）他出演:小室友里、若菜瀬奈、三浦あいか、河合美奈
- コスプレマニアーナ（2001年6月22日、アリスJAPAN）他出演:雪村なつみ
- ノーカット4時間!七瀬あゆみ（2003年6月27日、アリスJAPAN）
- 宇宙企画Memorial（2005年2月11日、宇宙企画）
- 女教師監禁奴隷（2005年11月25日、ピンクパイナップル）
- 巨乳学園 ~オッパイいっぱいの放課後~（2007年10月31日、ビデオバンク）他出演:若菜瀬奈、有賀美穂、瞳リョウ、小沢まどか

## 出演

### テレビ
- FNS27時間テレビ（1998年、1コーナーで白熊の着ぐるみを着ての出演で顔出し無し）

### ゲーム
- THE・野球拳 パート29（NEWジャトレ） 共演:藍田ミュウ、星川未来、井上詩織 ※アーケードゲーム
- THE・野球拳 SUPER パート4（NEWジャトレ） 共演:藍田ミュウ、星川未来、井上詩織 ※アーケードゲーム

## 書籍

### 写真集
- 「七瀬あゆみ ファンクラブ BOOK」（1998年6月1日、三和出版）

### 雑誌
- ベッピンスクール 1997年02月号、1998年01月号
- デラべっぴん 1997年03月号、11月号、1998年10月号
- ビデオ・ザ・ワールド 1997年03月号
- Dr.ピカソ 1997年03月号
- オレンジ通信 1997年07月号（表紙）
- TOP TEN MATE 1997年08月号
- 純情エンジェル 1997年09月号（表紙）
- アップル通信 1997年11月号、1998年02月号、12月号
- Bejean 1997年11月号
- ベストビデオ 1997年11月号
- ACTORESS 1998年01月号